# San Vidal
San Vidal är en ort i Mexiko.   Den ligger i kommunen Tulancingo de Bravo och delstaten Hidalgo, i den sydöstra delen av landet, 110 km nordost om huvudstaden Mexico City. San Vidal ligger 2 269 meter över havet och antalet invånare är 235.
Terrängen runt San Vidal är lite kuperad. Runt San Vidal är det ganska tätbefolkat, med 108 invånare per kvadratkilometer. Närmaste större samhälle är Tulancingo, 6,7 km sydväst om San Vidal. I omgivningarna runt San Vidal växer huvudsakligen savannskog.